# 609 Фульвія
609 Фульвія (609 Fulvia) — астероїд головного поясу, відкритий 24 вересня 1906 року Максом Вольфом у Гейдельберзі.